# Habenaria petromedusa
Habenaria petromedusa är en orkidéart som beskrevs av Philip Barker Webb. Habenaria petromedusa ingår i släktet Habenaria och familjen orkidéer.
Artens utbredningsområde är Kap Verde. Inga underarter finns listade i Catalogue of Life.